# 燕石十種
燕石十種（えんせきじっしゅ）は、江戸時代後期にまとめられた叢書。全3巻6輯。安政4年（1857年）から文久3年（1863年）にかけて成立。
江戸時代の風俗・人情・奇事異聞に関する稀書珍書（多くは写本）を1輯に10部ずつ6輯60部を輯めて、2輯ずつを1巻とした。

## 解説
達磨屋活東子（岩本佐七）が編纂。その養父で、日本橋で書籍商を営む岩本蛙麿（達磨屋五一、花廼屋蛙麿）が補助。写本として流通した。
「燕石」は中国古典に由来する語で「玉（宝石）に似ている石」を意味し、「十種」は「十襲」（大事に保管すること）の駄洒落である:附言。

### 出版
1907年から国書刊行会より刊行。
このほか国書刊行会の編纂で『続燕石十種』、『新燕石十種』も出版された。
以後の刊行版
- 『燕石十種』上中下組（東出版、1976年）岩本佐七 編、国書刊行会の復刻
- 『燕石十種』中央公論社（全6巻、1979-80年）
  - 『続燕石十種』（全3巻、1980年）
  - 『新燕石十種』（全8巻、1980-82年）、表記は岩本活東子 編
    - 各・電子書籍で再刊（中央公論新社、2018年）

## 内容

### 第一
- 高尾考(原盛和)
- 遊女考(相場長昭編)
- 猿楽伝記,江戸真妙六十帖,我衣(加藤曳尾庵)
- 賤のをた巻,塵塚談(小川顕道)
- 後はむかし物語(手柄岡持)
- 瀬田問答(太田覃,瀬田貞雄共著)
- 奴師労之(太田覃)

### 第二輯
- 戯作者小伝（岩本活東子）
- 戯作六家撰（岩本活東子）
- 後見草（亀岡宗山・杉田玄白・志賀紀豊）
- 事蹟合考（柏崎具元）
- 南向茶話（酒井忠昌）
- 墨水消夏録（伊東蘭洲）
- 蜘蛛の糸巻（山東京山）
- 浪華五侠伝
- 猿楽沿革考（川崎重恭）
- 三升屋二三治戯場書留（三升屋二三治）

### 第三
- ひとり寝(柳沢淇園)
- 神代余波(斎藤彦磨)
- 俗耳皷吹(惰農子＝大田南畝)
- 竹本豊竹浄瑠璃譜,平賀実記,无名翁随筆
- 新吉原略記(山崎美成) 附;王菊考,劇場新話
- 江戸真砂六十帖広本,当世武野俗談(馬場文耕)

### 第四
- 藻屑物語,夢の浮橋(太田覃)
- 江戸節根元由来記,三座家狂言并由諸書,中古戯場説(近世江都)
- 聞集(馬場文耕)
- 相撲伝書(木村守直)
- あづまめぐり,葛飾記,駿河台志

### 第五
- 洞房語園(庄司勝富)
- 大尽舞考証,吉原雑話,北里戯場隣の疝気(原盛和)
- 老のたのしみ抄(二代目市川団十郎)
- 寛天見聞記,夢浮橋附録(豊島屋十右衛門)
- 江戸塵拾,望海毎談,戯作外題鑑

### 第六
- 江戸往古図説(大橋方長)
- 慶長年間江戸図考(中神守節)
- 麓の花(好間堂主人)
- 鹿の巻筆(鹿野武左衛門)
- 絵そらごと(石野広通)
- なら柴(原盛和)
- 吉野伝(住経邦)
- 道成寺考(屋代弘賢編)
- 新吉原町定書,芝居町江御触書

## 『続燕石十種』
2冊。国書刊行会編。明治42年刊。珍籍40部をおさめる。

### 第一
- 画証録(喜多村信節)
- 式亭雑記(式亭三馬)
- 釣客伝(黒田五柳)
- 莘野茗談(平秩東作)
- 過眼録,反古染(越智為久)
- 洞房語園後集(庄司道恕)
- 武江年表補正略(喜多村筠庭)
- 博戯犀照(山崎美成)
- 国字小説通(木村黙翁)
- 京摂戯作者考(烏有山人)
- 一蝶流謫考(凉仙老樵)
- 柳淇園先生一筆(柳沢淇園)
- 深川珍者録
- 浪速人傑談(政田義彦)
- 戯財録(並木五瓶初代)
- わすれのこり(四壁庵茂蔦)
- 徳永種久紀行(徳永種久)
- 反古籠(万象亭)
- 俳諧古文庫(亭々亭馬琴＝曲亭馬琴撰)

### 第二
- 異聞雑稿(曲亭馬琴)
- 吉原源氏五十四君(榎本其角)
- 筠庭雑録(喜多村信節)
- 清神秘録(北流山人)
- 十八大通(珉斎閑人)
- 山東京伝一代記
- 江都百化物
- 金杉日記(山崎美成)
- 京山高尾考(京山人百樹=山東京山)
- 紙屑籠(三升屋二三治)
- 須須美草(建部綾足)
- 壷菫(黒川春村)
- 古風今様舞曲扇林乾・坤(河原崎権之助)
- 改過筆記(曲亭馬琴)
- 柳亭遺稿(柳亭種彦)
- 其昔談(三木隆盛)
- 無垢衣考(山東京伝)
- 疑問録(山崎美成編)
- 只今御笑草(瀬川如皐二世)
- 色道大鏡(畠山箕山)

## 『新燕石十種』
5巻。国書刊行会編。明治45年から大正2年まで5回に刊行。
第1(明治45年) 
- 飛鳥川(八十九歳老父) 続飛鳥川
- 親子草(喜田有順)
- 近来見聞噺の苗(暁鐘成)
- 天言筆記(藤岡屋由蔵著 誉田老人編)
- 於路加於比(柳亭種秀)
- 伝衢暗記空おぼへ(菅園)
- けんどん争ひ(好問堂,曲亭共著)
- 浪華百事談巻
- 元吉原の記

第2(明治45年) 
- ひともと草(津村淙庵等著)
- 五月雨草紙(喜多村香城)
- なゐの日並(笠亭仙果)
- にぎはひ草(灰屋紹益)
- 了阿遺書(村田了阿)
- 東都紀行(辻雪洞)
- 濁考論(只野あや子=工藤真葛) 濁考追加,濁考余論
- 落語家奇奴部類(二代目船遊亭扇橋)
- 営中刄傷記
- 江戸砂子補正(加賀美遠懐)

第3(大正2年) 
- 歌舞妓十八番考(石塚豊芥子)
- 花街漫録正誤(筠庭主人)
- 百戯述略(斎藤幸成)
- 四いろ草(瑞竜軒怒翁)
- 茂睡考(山東庵京山)
- 東作遺稿(東作)
- 怪談老の杖(平原子編)
- 写山楼之記(野村文紹)
- 麗遊
- 卯花園漫録(石上宜続)

第4(大正2年) 
- 見世物雑志(古楽園撰)
- 下谷通志(山崎美成)
- 相撲今昔物語(子明山人)
- 伊波伝毛乃記(滝沢馬琴)
- 声曲類纂補遺(斎藤幸成)
- 雅俗随筆(柳亭種秀)
- 兎園小説外集(曲亭馬琴編）

第5(大正2年) 
- 天和笑委集(柳亭種彦)
- 寝ね夜のすさび(片山賢)
- 本所雨やどり(加藤敬豊)
- 二国連璧談(平秩東作)
- 吉原十四ケ条(柳亭種彦)
- 秀鶴随筆・坤(中村秀鶴初代)
- 胆大小心録(上田秋成)
- 摂陽落穂集(浜松歌国)
- 摂陽見聞筆拍子(浜松歌国編)
- 大奥秘記(旧旗下の一老人)